# Лессинг, Карл Фридрих
Карл Фридрих Ле́ссинг (нем. Karl Friedrich Lessing; 15 февраля 1808, Бреслау — 5 июня 1880, Карлсруэ) — немецкий живописец-романтик, представитель дюссельдорфской школы.

## Жизнь и творчество
К. Ф. Лессинг приходился внучатым племянником знаменитому поэту и драматургу Готхольду Эфраиму Лессингу. Родился в семье судейского чиновника в карликовом силезском государстве Гросс-Вартенберг (ныне Сыцув). Детство будущего художника прошло в идиллических районах Силезии с её старинными городками, замками и густыми лесами. Ещё в юные годы у Лессинга пробудилась любовь к природе и истории родной страны. В возрасте 14 лет Лессинг уехал в Берлин, где учился у Карла Фридриха Шинкеля в Академии зодчества. В 1823 году, не получив согласия родителей, он решает стать художником, и в 1823—1826 годах учится в Берлинской академии художеств. Затем, вместе со своим другом Ф. В. фон Шадовом, поступает в Дюссельдорфскую академию художеств.
Первый успех пришёл к молодому художнику в 1825 году после написания полотна «Церковный двор с надгробиями и руинами под снегом», получившего положительные отзывы критики и удачно проданном на берлинской выставке. Это событие примирило К. Ф. Лессинга с отцом, вначале осуждавшим профессиональный выбор сына.
В первой половине своего творческого пути Лессинг писал меланхолически-романтические пейзажи в стиле К. Д. Фридриха, а также картины на литературные и легендарные сюжеты. Большую популярность получила его картина «Королевская чета, оплакивающая смерть дочери» (Эрмитаж), основанная на стихотворении немецкого поэта-романтика Л. Уланда «Замок у моря». Как художник-пейзажист он имел огромный успех. Ни один из его современников не умел так поэтически и романтически выразить красоту немецких лесов и диких скал Гарца и Айфеля. Репродукции картин Лессинга часто печатались многими журналами Германии в XIX столетии.
Позднее он обратился к исторической тематике, в 1832—1867 годах художник писал почти исключительно исторические полотна. Так, по заказу графа фон Шпрее Лессинг украшает его замок Хелфорт под Дюссельдорфом фресками из жизни Фридриха Барбароссы. К. Ф. Лессинг принадлежал к Дюссельдорфской школе живописи.
К. Ф. Лессинг состоял с 1832 года членом Берлинской академии. В 1848 году ему прусским королём Фридрихом Вильгельмом IV было присвоено звание профессора. Кавалер ордена «Pour le Mérite» (Пруссия), а также многих других немецких и зарубежных орденов и медалей. Член различных немецких и иностранных академий и художественных обществ.

## Галерея

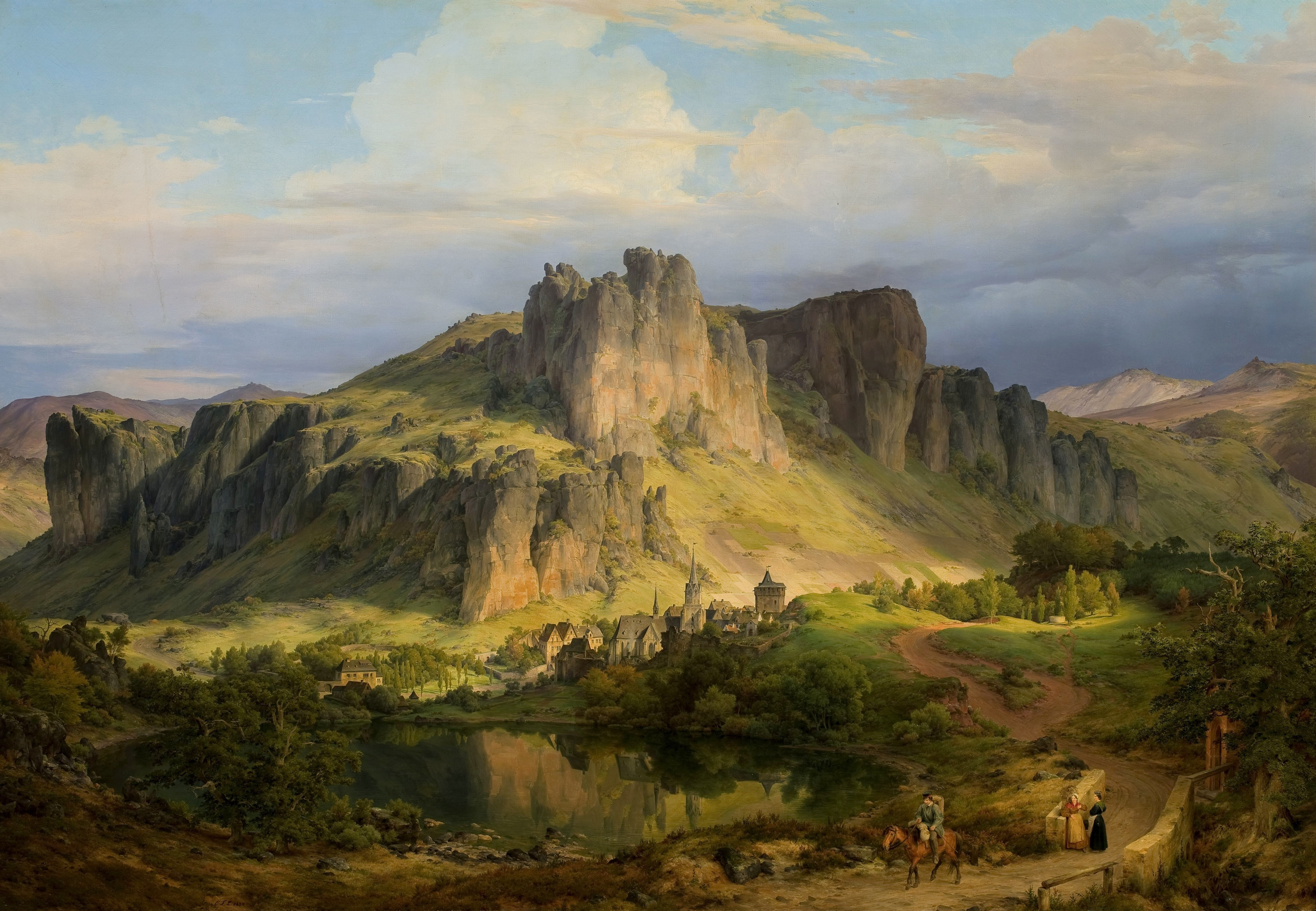
Вид Эйфельских гор. Национальный музей (Варшава).
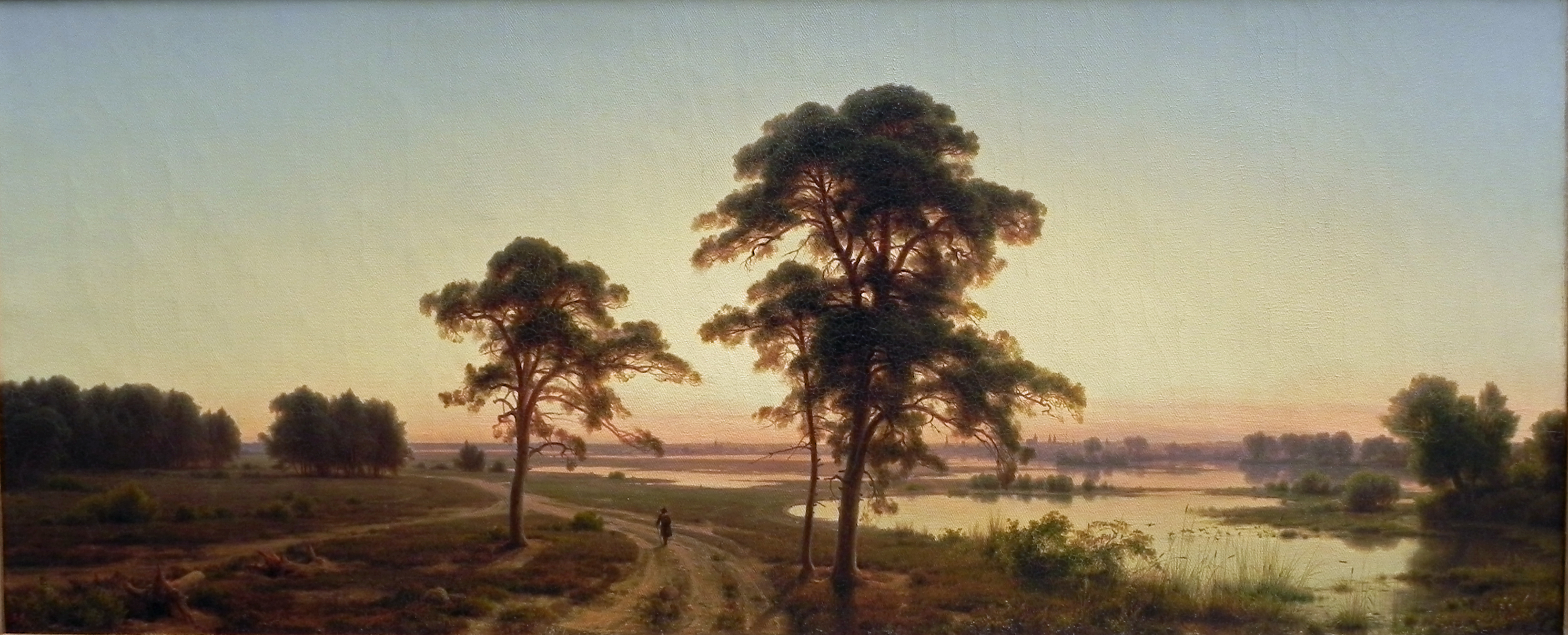
Силезский пейзаж. Старая национальная галерея, Берлин.
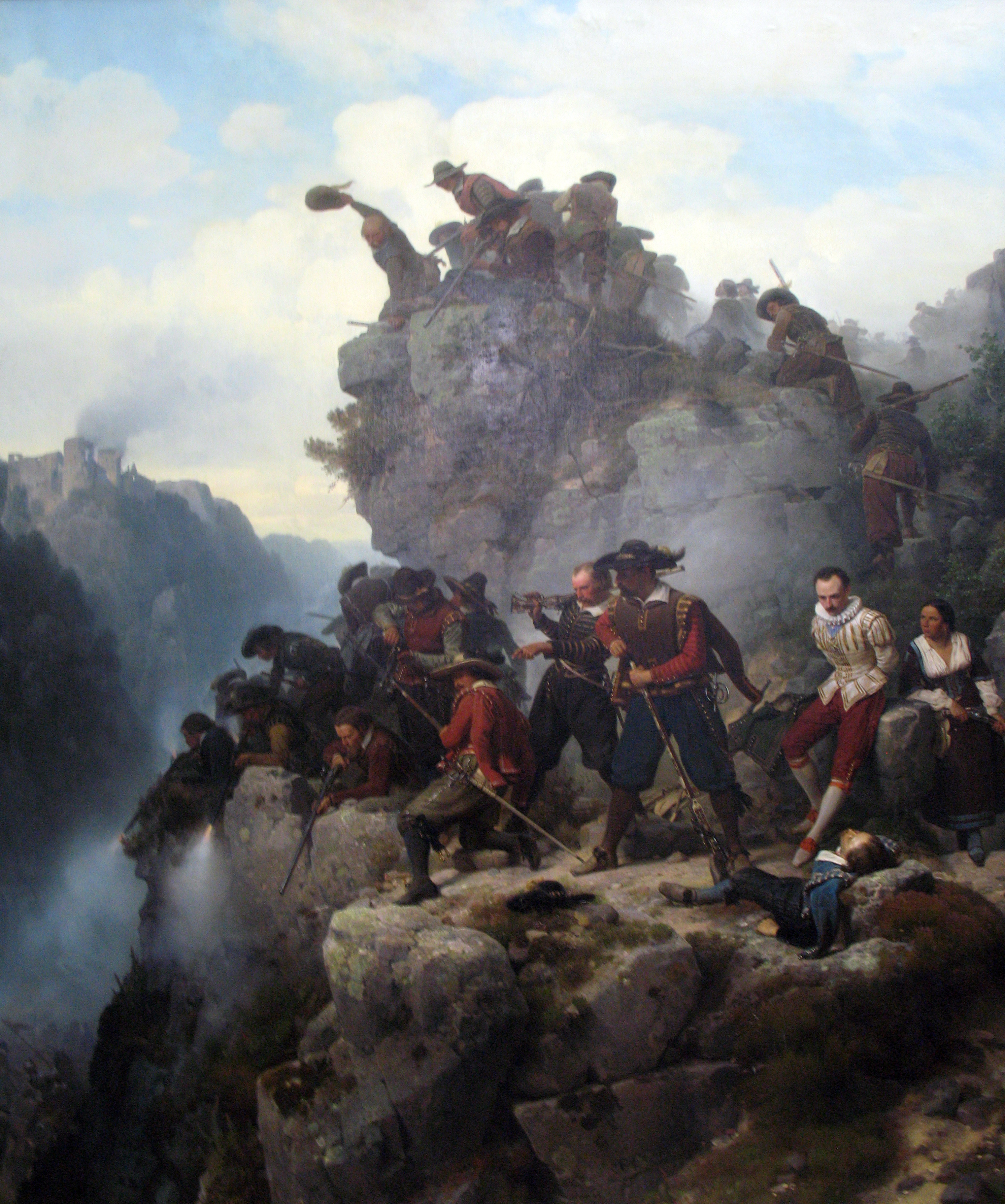
Стрелки обороняют перевал. Старая национальная галерея.
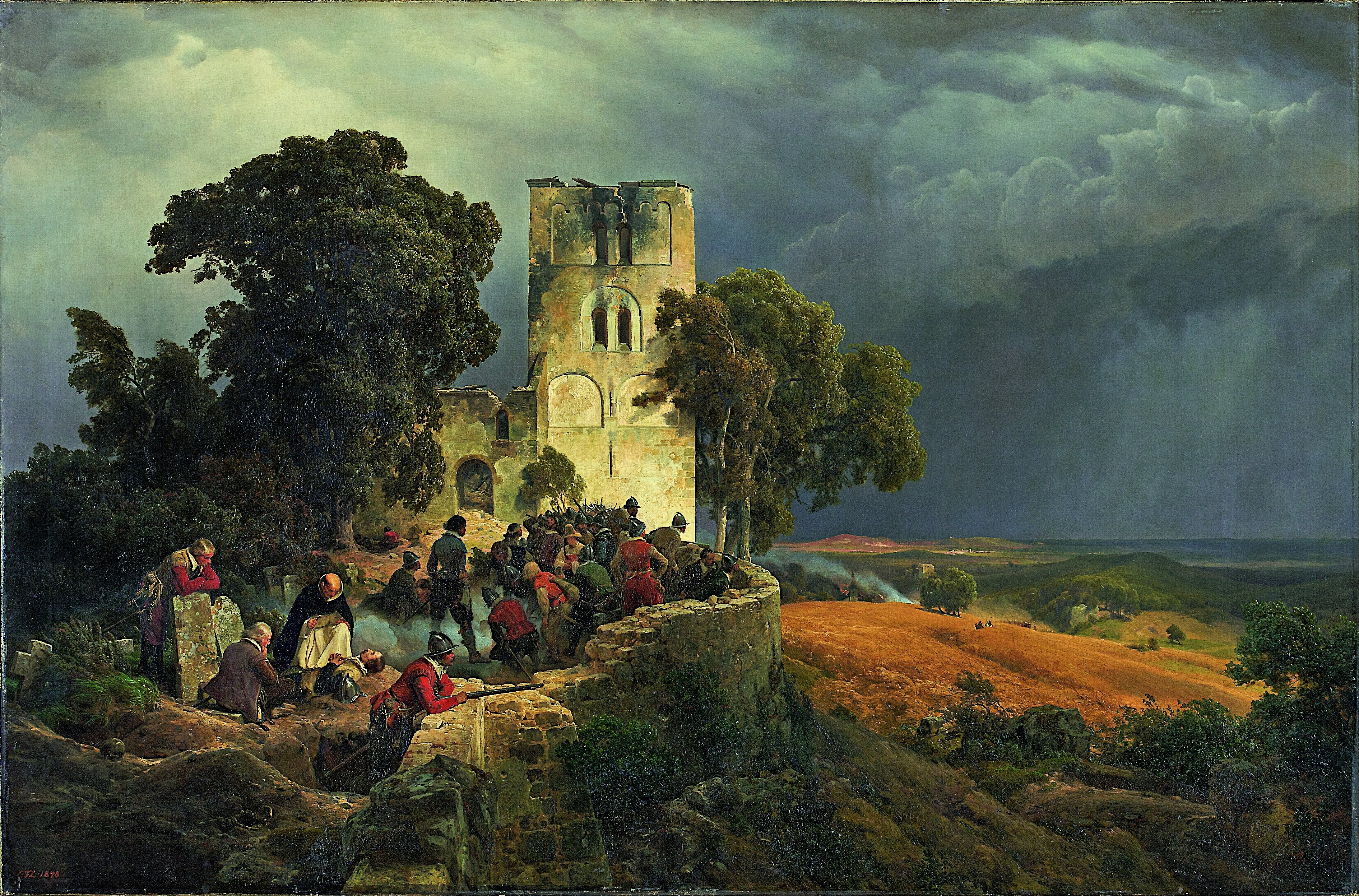
Осада (оборона церковного двора в Тридцатилетнюю войну). Музей Кунстпаласт, Дюссельдорф.
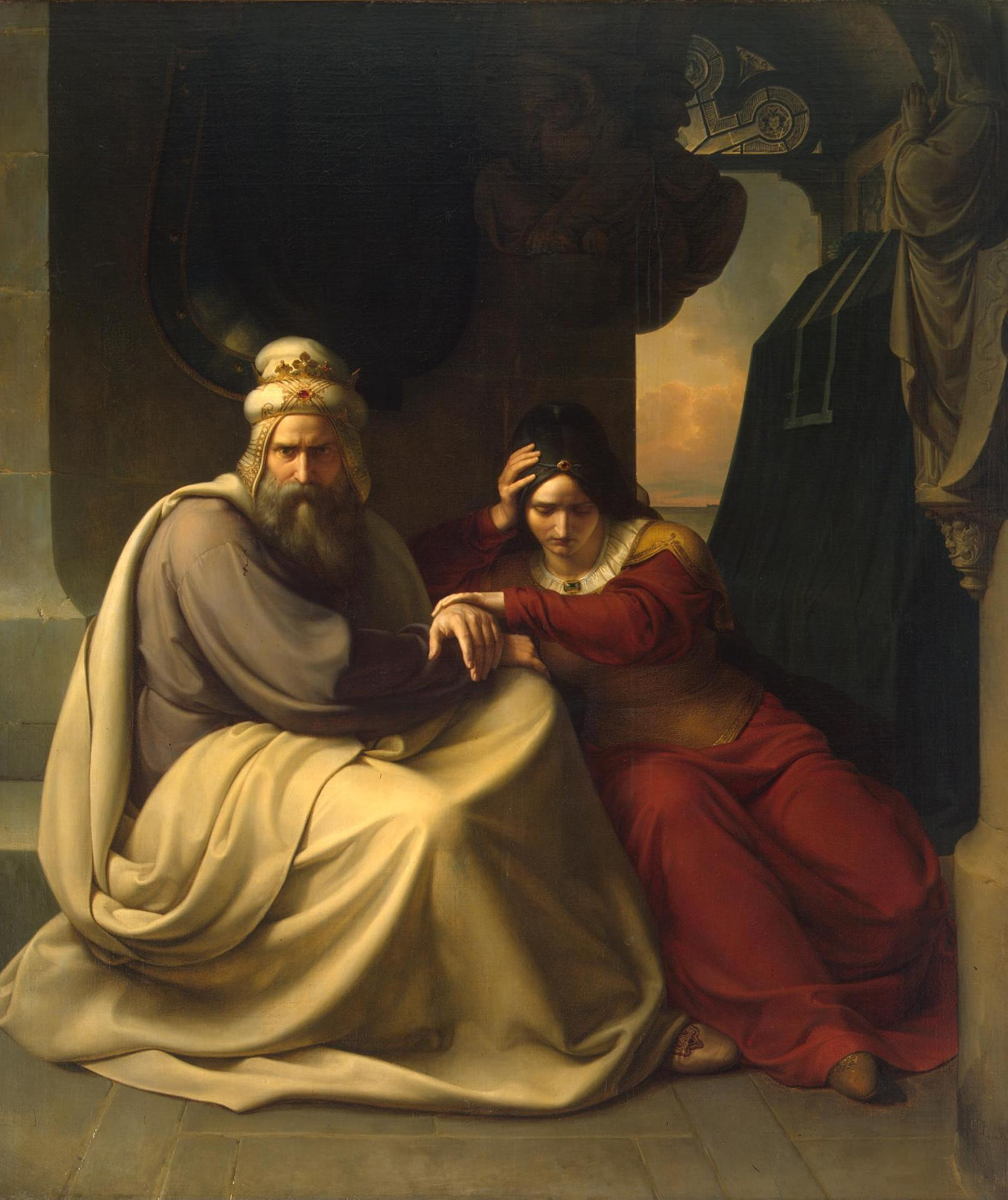
Королевская чета, оплакивающая смерть дочери. Эрмитаж, Санкт-Петербург
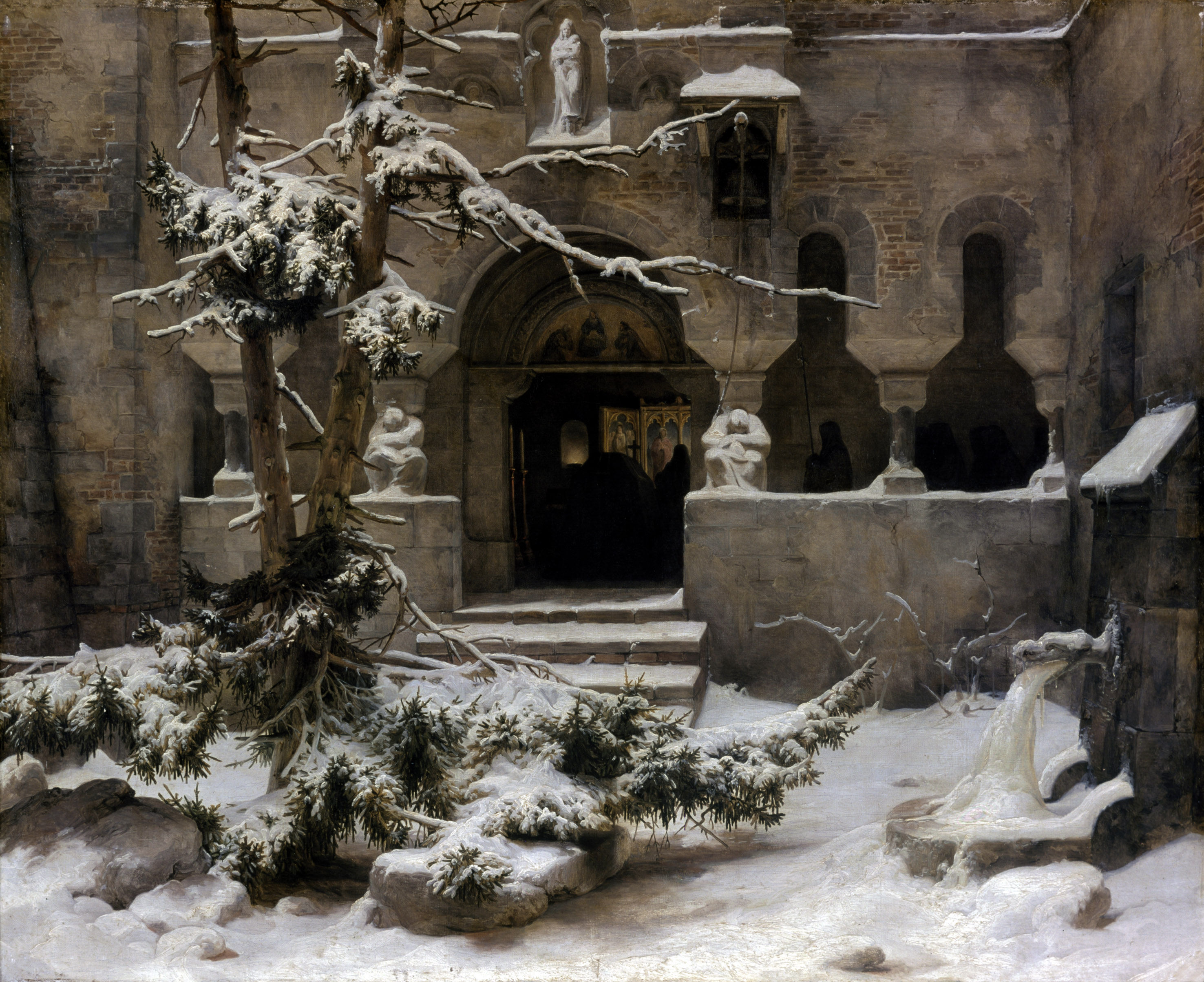
Монастырский двор в снегу.
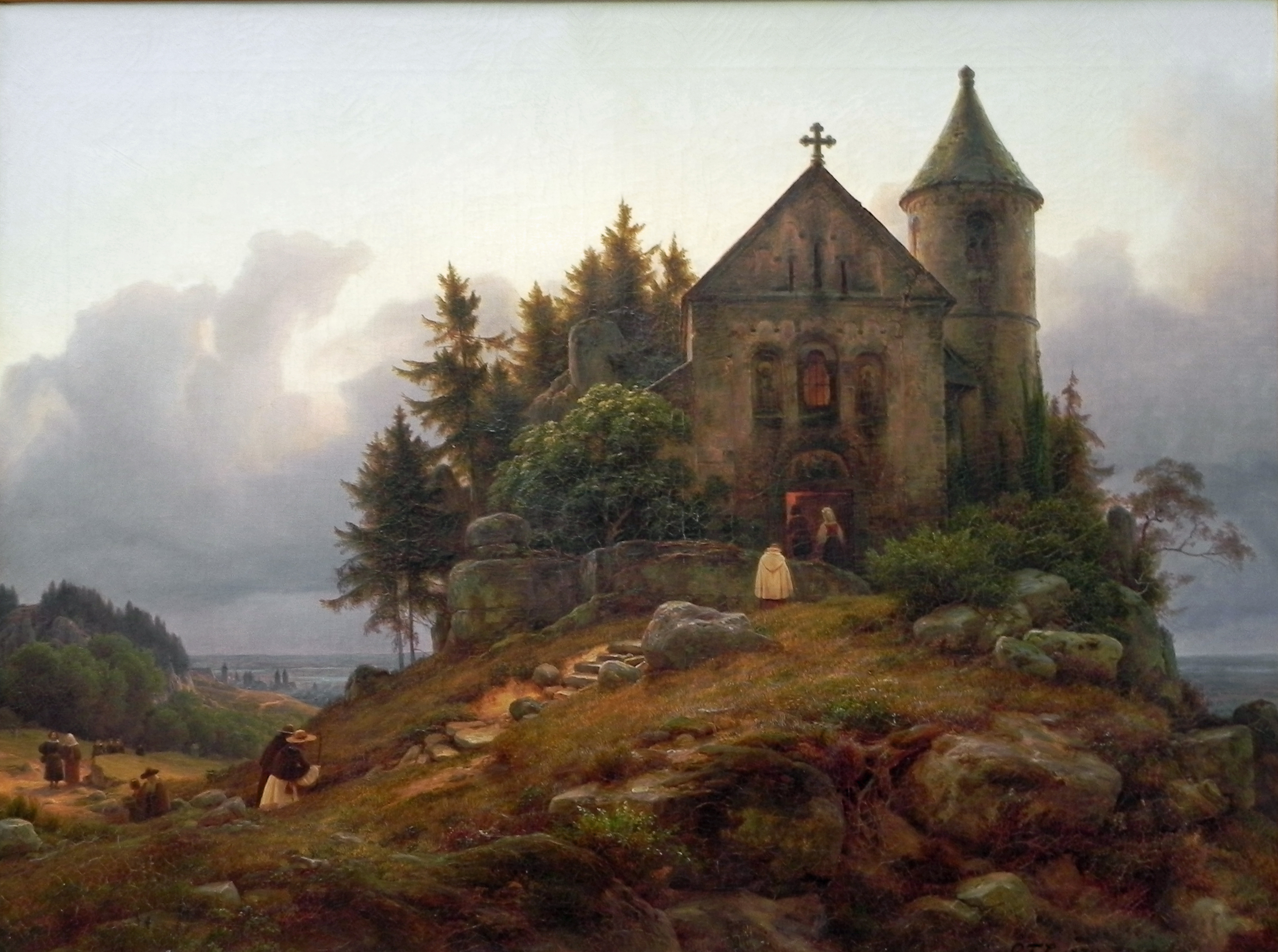
Капелла в лесу. Старая национальная галерея.
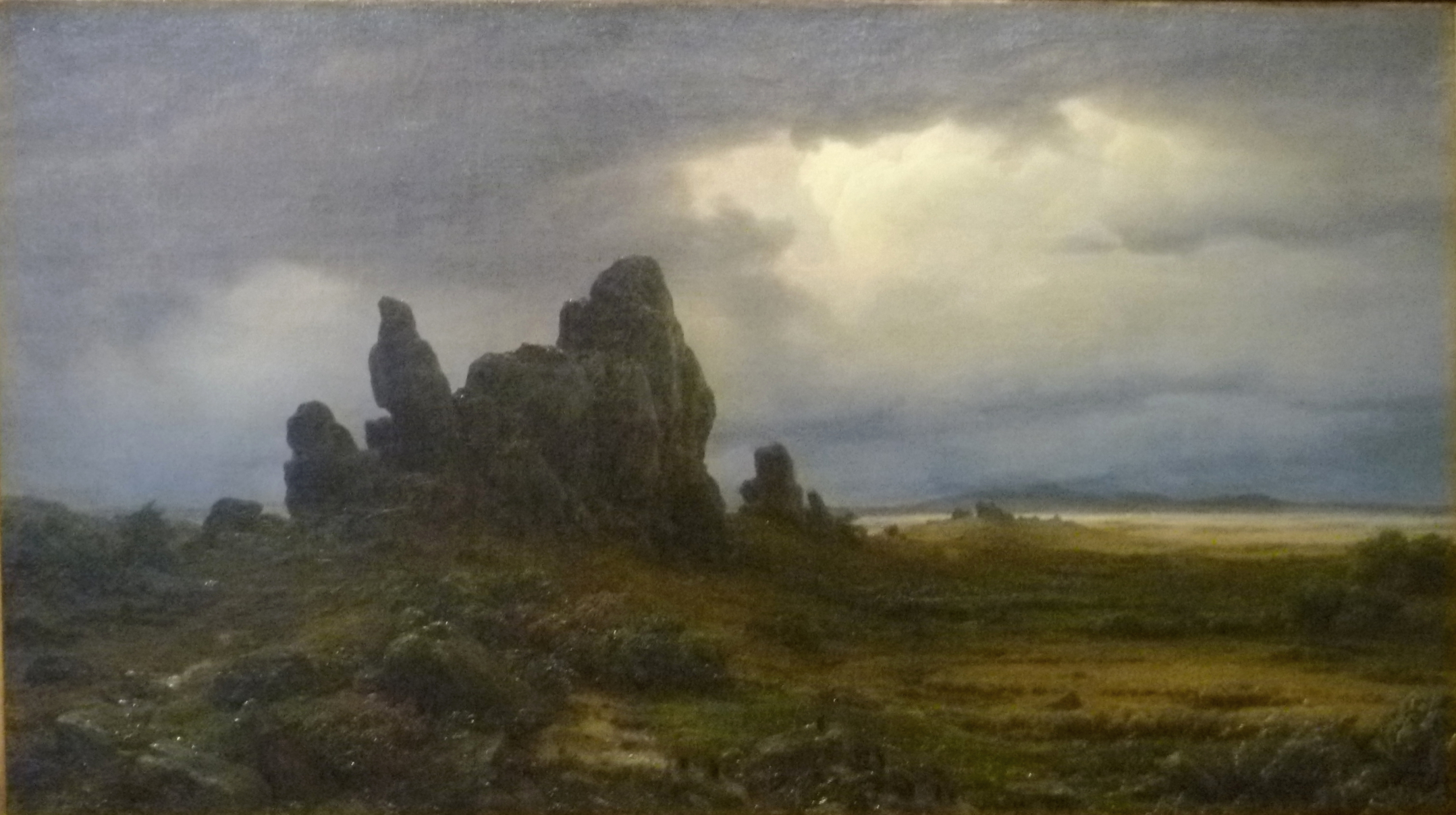
Эйфельский ландшафт. Музей зарубежного искусства (Рига).
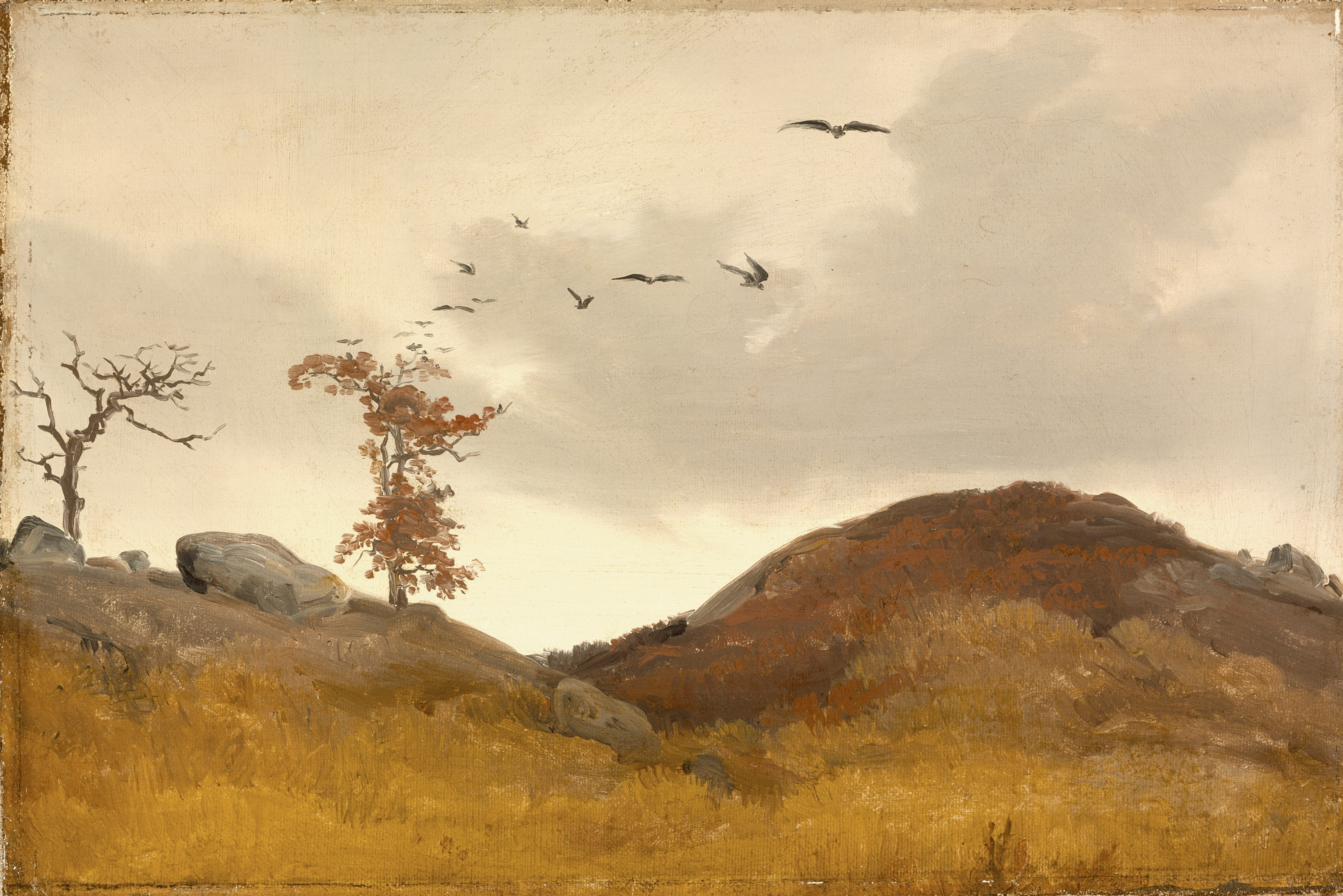
Пейзаж с воронами. Музей искусств округа Лос-Анджелес.
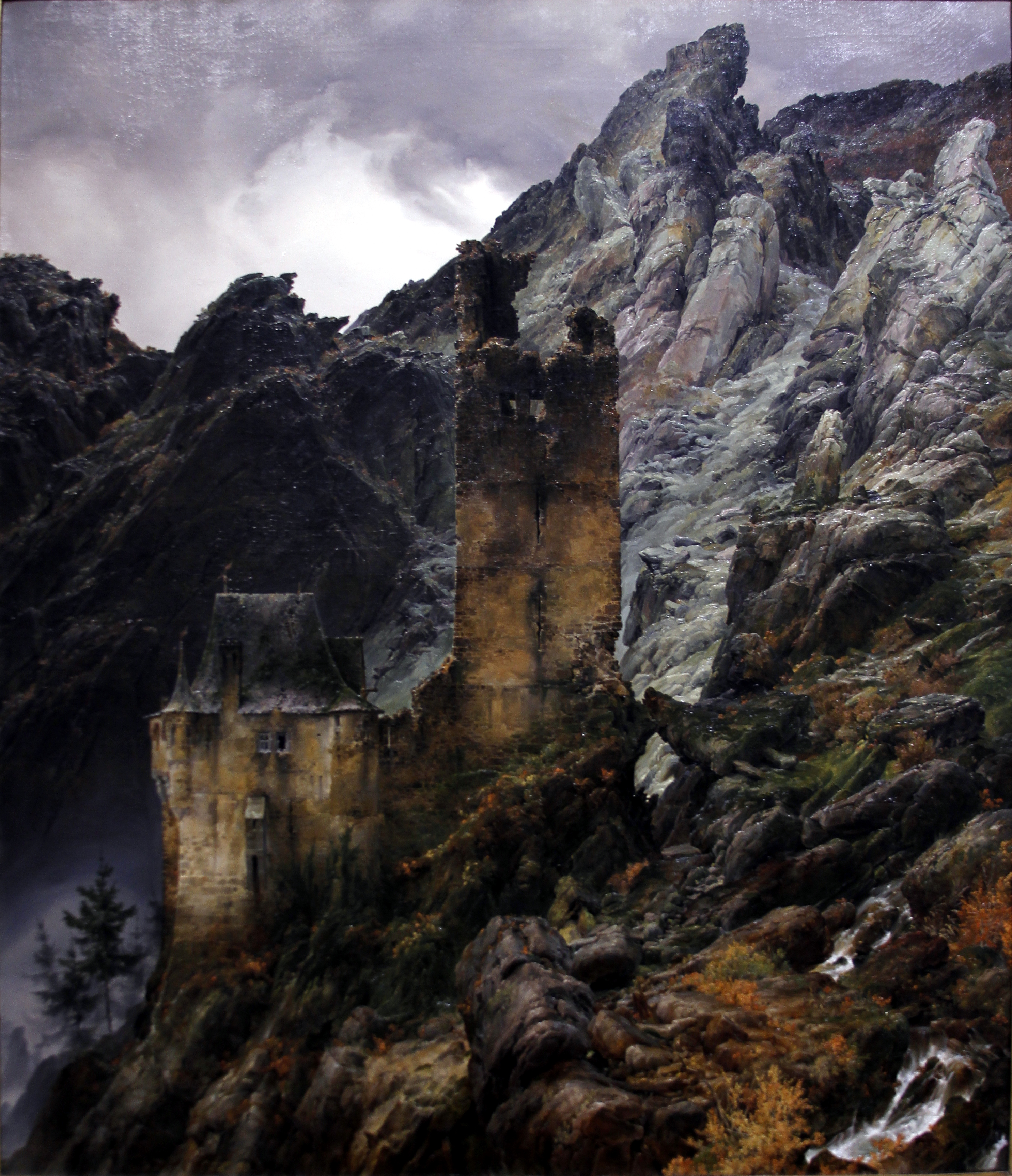
Пейзаж с руинами.
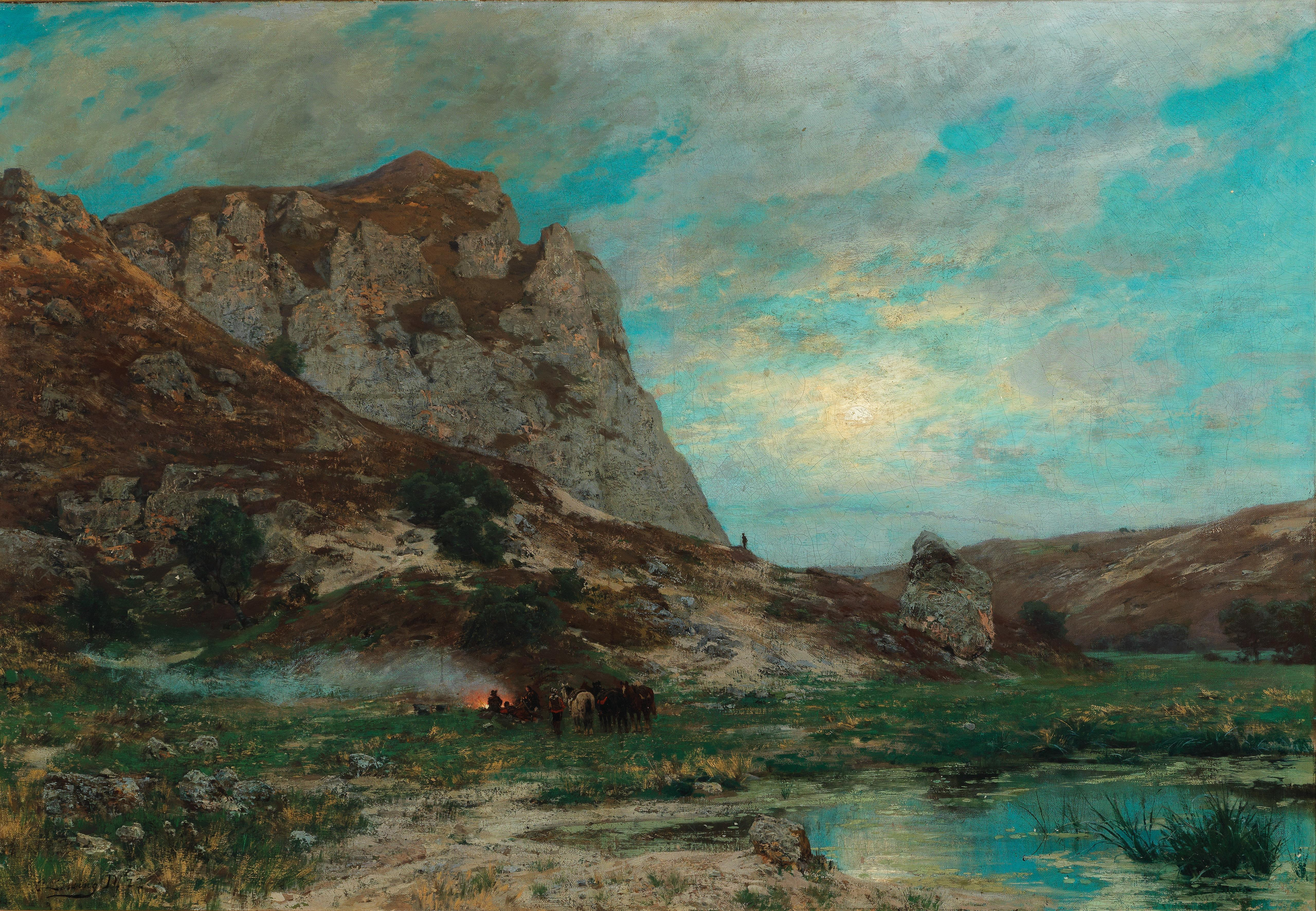
Солдаты на привале.